# Parque Arqueológico Cerro del Molinete
Parque Arqueológico Cerro del Molinete är en fornlämning i Spanien.   Den ligger i provinsen Murcia och regionen Murcia, i den sydöstra delen av landet, 400 km sydost om huvudstaden Madrid. Parque Arqueológico Cerro del Molinete ligger 19 meter över havet.
Terrängen runt Parque Arqueológico Cerro del Molinete är platt norrut, men söderut är den kuperad. Havet är nära Parque Arqueológico Cerro del Molinete åt sydväst.Runt Parque Arqueológico Cerro del Molinete är det tätbefolkat, med 331 invånare per kvadratkilometer. Närmaste större samhälle är Cartagena, 0,25 km norr om Parque Arqueológico Cerro del Molinete. 